# Miaou !
Pour plus de détails, voir Fiche technique et Distribution.
Miaou ! (Minoes) est un film néerlandais réalisé par Vincent Bal, sorti en 2001.
Il s'agit de l'adaptation du roman Cette mystérieuse Minouche (Minoes, 1970) d'Annie M.G. Schmidt. Le film a été un grand succès.

## Synopsis
Minoes est une jeune chatte transformée accidentellement en jeune fille. Ayant gardé sa capacité à communiquer avec les chats de la ville, elle aide Tibbe, un reporter sur le point de perdre son emploi, à rapporter des scoops pour la couverture de son journal, Killendoornse Courant. Un jour, Minoes a vent d'une sombre affaire impliquant le très populaire directeur de la société de protection des animaux...

## Fiche technique
- Titre : Miaou !
- Titre original : Minoes
- Réalisation : Vincent Bal
- Scénario : Vincent Bal, Burny Bos, Tamara Bos, d'après le roman d'Annie M.G. Schmidt
- Photographie : Walther van den Ende
- Montage : Peter Alderliesten
- Musique : Peter Vermeersch
- Producteur : Burny Bos
- Société de production : Bos Bros. Film, TV Productions, AVRO Television
- Société de distribution : Warner Bros.
- Format : couleur - format d'image : 1.85:1 - format pellicule : 35 mm - son : Dolby Digital
- Pays d'origine : Pays-Bas
- Langue : néerlandais
- Genre : comédie familiale, fantastique
- Durée : 86 minutes
- Dates de sortie :
  - Pays-Bas : 6 décembre 2001
  - France : 28 mars 2003 (Festival Paris Cinéma)
  - Belgique : 6 février 2002
  - Québec : 27 février 2004
  - États-Unis : 23 décembre 2011

## Distribution
- Carice van Houten : Minoes
- Theo Maassen : Tibbe
- Sarah Bannier : Bibi
- Pierre Bokma : Ellemeet
- Marisa van Eyle : Mevrouw Ellemeet
- Hans Kesting : Harry de Haringman
- Kees Hulst : Meneer van Dam
- Olga Zuiderhoek : Mevrouw van Dam
- Lineke Rijxman : Pia Bongers
- Jack Wouterse : Van Weezel
- Bas Teeken : Sjoerd de Wit

### Voix originales des chats
- Paul Haenen : le chat Mevrouw Pastoor (voix)
- Wim T. Schippers : Simon de Schoolkat (voix)
- Loes Luca : la chatte Tante Moortje (voix)
- Hans Teeuwen : le chat Tinus (voix)
- Katja Schuurman : la chatte Zus Minoes (voix)
- Frits Lambrechts : le chat Joop (voix)